# Ольбенцин
Ольбенцин (пол. Olbięcin) — село в Польщі, у гміні Тшидник-Дужий Красницького повіту Люблінського воєводства.
Населення — 734 особи (2011).
У 1975-1998 роках село належало до Тарнобжезького воєводства.

## Демографія
Демографічна структура станом на 31 березня 2011 року:
|          | Загалом | Допрацездатний вік | Працездатний вік | Постпрацездатний вік |
| -------- | ------- | ------------------ | ---------------- | -------------------- |
| Чоловіки | 372     | 98                 | 234              | 40                   |
| Жінки    | 362     | 72                 | 197              | 93                   |
| Разом    | 734     | 170                | 431              | 133                  |